# Dresconella
Dresconella Denis, 1950 è un genere di ragni appartenente alla famiglia Linyphiidae.

## Distribuzione
L'unica specie oggi attribuita a questo genere è stata reperita in alcune località della Francia.

## Tassonomia
Per la determinazione dei caratteri della specie tipo del genere sono stati esaminati gli esemplari di Trichopterna nivicola (Simon, 1884)..
A maggio 2011, si compone di una specie:
- Dresconella nivicola (Simon, 1884)[3] — Francia